# Livets Ande, kom från ovan
Livets Ande, kom från ovan är en böne- och pingstpsalm  av Johan Alfred Eklund från 1934. Melodin (F-dur, 4/4) är av Gustaf Düben från 1674 (samma som till Jesus är min vän den bäste och Dig allena vare ära). 
I fyra åttaradiga strofer ber Eklund om att Den Helige Ande ska komma. Anden tilltalas som "livets Ande", "kraftens Ande", "nådens Ande" och "fridens Ande". Eklund hänvisar flitigt till Bibelns gestalter (Abraham, Stefanus, Paulus) och över huvud taget till Andens verk genom skriftordet.

## Publicerad som
- Nr 130 i 1937 års psalmbok under rubriken "Pingst".
- Nr 53 i den ekumeniska delen av den svenska psalmboken (dvs psalm 1-325 i Den svenska psalmboken 1986, Cecilia 1986, Psalmer och Sånger 1987, Segertoner 1988 och Frälsningsarméns sångbok 1990) under rubriken "Anden, vår Hjälpare och tröst".
- Nr 206 i Finlandssvenska psalmboken 1986 under rubriken "Guds ord".